# Nino Bule
Nino Bule, hrvaški nogometaš, * 19. marec 1976.
Za hrvaško reprezentanco je odigral tri uradne tekme.